# 莎蒂·哈里斯
莎蒂·哈里斯（英語：Sadie Harris）是美国广播公司医务剧《实习医生格蕾》中的角色，由剧集制片人珊达·莱梅斯创作，女演员梅利莎·乔治扮演。她于第5季中以一位外科实习生的身份登场，和节目主角梅莉迪丝·格蕾（艾伦·旁派饰）有过交情，之后还和梅莉迪丝同父异母的妹妹莱克西·格蕾（凯乐·利饰）成为了朋友，但之后由于被发现是经欺骗手段得以进入手术项目而离开了医院和这个电视节目。
梅利莎·乔治之前出演了2008年的电视剧《就诊》，《实习医生格蕾》的选角导演看到她的表演后邀请乔治与节目的执行制片人见面。她原本签订的合约中预计在节目的第5季中作为常见角色出场8到11集，并有希望成为固定演员。这个角色原计划将作为埃丽卡·哈恩（Erica Hahn，布鲁克·史密斯饰）和凯丽·托雷斯（Callie Torres，莎拉·拉米尔兹饰）之间浪漫关系的陪衬，但随着哈恩一角于2008年11月“退出”了节目，乔治的角色也进行了重新设定。
起初媒体报道中对这个角色是否会成为剧集固定班底有过一些猜测，但之后节目组确定乔治的角色不会成为主要角色，并且很快就会离开。乔治表示这是她自己的决定，来打消对她离开节目所出现的谣言。电视评论员对这个角色的评价褒贬不一，将其性格特征归类为“顽皮”、“淘气”和“疯狂”。

## 剧情线索
莎蒂·哈里斯于节目第5季第8集《联系的纽带》中首度登場，是剧中虚构的西雅图仁爱医院一名新进外科实习生，曾是梅莉迪丝·格蕾非常亲密的朋友，两人一起到欧洲旅行期间都给对方起了绰号，哈里斯是“死亡”（Die），而梅莉迪丝则是“死神”（Death）。梅莉迪丝·格蕾最好的朋友是克莉丝汀娜·杨（Cristina Yang，吳珊卓饰），后者对梅莉迪丝与哈里斯之间的友谊感到嫉妒。进入医院后，哈里斯和几乎同时入院的另一位实习生，梅莉迪丝的妹妹莱克西·格蕾成为好朋友。医院里的一众实习生对他们缺少实际工作练习的机会感到沮丧，于是哈里斯割伤了自己的肩膀，然后再让一众实习生帮忙缝补处理好。
哈里斯之后又自愿做阑尾切除术，目的是为了让其他实习生可以学习外科手术过程，她之后也获得了一次缝合的机会。实习生在手术过程中出现了失误，哈里斯身受重伤险些丧命，幸为住院医生所救。这一事件导致多位实习生被梅莉迪丝·格蕾斥责，还遭到了留院查看的处分，但哈里斯告诉莱克西·格蕾，自己并不感到后悔。这一次事故后，哈里斯找到了医院外科主任理查德·韦伯（Richard Webber，小詹姆斯·皮肯斯饰），表示这完全是自己的责任。韦伯表示，自己完全是因为与她父亲私交甚佳才没有将她开除。
之后，哈里斯与凯丽·托雷斯调情，但两人一直都没有展开交往。她继续着与莱克西的友谊，甚至帮后者隐瞒和马克·斯隆（Mark Sloan，埃里克·迪恩饰）在医院里发生性关系所导致的阴茎骨折事故，称是自己造成的。在《思前想后》中，伊兹·史蒂文斯（Izzie Stevens，凱瑟琳·海格饰）和乔治·欧麦利（饰）在一众实习生之间展开了一场竞赛，两人发现哈里斯缺乏足够的医学知识。欧麦利表示愿意辅导她，但哈里斯拒绝了，并且也没有告诉韦伯，而不知情的欧麦利告诉了韦伯，后者把哈里斯请去详谈，两人谈完后，哈里斯告诉梅莉迪丝自己决定退出，她之前参加的医学测量并没有及格。哈里斯最后邀请梅莉迪丝前往欧洲旅游，但后者拒绝了，哈里斯也从此离开了医院，并且再也没有回来。

## 发展

### 演员和创作
梅利莎·乔治出演了2008年的电视剧《扪心问诊》，《实习医生格蕾》的选角导演看到她的表演后邀请乔治与节目的执行制片人珊达·莱梅斯和贝特西·比尔斯（Betsy Beers）会面。乔治表示自己与两位制片人见面后就开始了工作。
乔治起初洽谈的合约包括8到11集的出场戏份，并且有可能成为节目的固定角色。但是乔治的发言人表示她无意在8集后继续出演。哈里斯一角起初会在剧中与凯丽·托雷斯发展出一段浪漫关系，但莱梅斯在乔治开始出演后更改了这个设定。这个角色起初在剧本中是一位女同性恋，但之后改为双性恋。
2009年1月，乔治确定自己将离开《实习医生格蕾》，乔治表示自己是因打算参加另外一个项目而退出，并称赞了节目中的其他演员。不过，节目的一位发言人称乔治的离开是她与剧组双方达成的一份协议的结果，角色的故事情节已经“自然而然地结束”，但大家都对她的离开感到遗憾。随着埃丽卡·哈恩一角的离开，网站的克里斯汀·多斯·桑托斯（Kristin Dos Santos）断言布鲁克·史密斯会离开节目以及哈里斯故事情节的重新设定都是美国广播公司强制要求的，因为该公司希望让《实习医生格蕾》中的同性恋内容少一些，但莱梅斯斥责这一说法纯粹是无稽之谈。

### 特点
乔治的角色曾被形容为“顽皮”、“淘气”和“疯狂”。她表示哈里斯的性取向绝非其个人的主要方面，并称自己的角色很“破碎”，认为她外向的性格是为了掩盖别的东西。乔治曾表示她扮演哈里斯的方式受到了《移魂女郎》（Girl, Interrupted）中安吉丽娜·朱莉饰演的反社会精神病患丽莎·罗（Lisa Rowe）直言不讳作风的影响。
《实习医生格蕾》的其中一位编剧彼得·诺沃克（Peter Nowalk）形容哈里斯是个“非常轻薄的妞”。节目中的其他几位演员也对这个角色给予了评价：钱德拉·威尔森（Chandra Wilson）觉得哈里斯是一个快节奏的人，而凯乐·利则认为这个角色的出现就是为了“给西雅图仁爱（医院）造成严重破坏”。《娱乐周刊》的迈克尔·奥西亚罗（Michael Ausiello）称哈里斯是“是一个对性取向有着开放心态的实习生”。
的黛比·张（Debbie Chang）和《赫芬顿邮报》的乔纳森·图梅（Jonathan Toomey）对哈里斯在《午夜时分》（In the Midnight Hour）一集中割伤自己的作法表达了看法，认为她可能“有死的愿望”，并奇怪“她到底有什么问题”。剧集的主要编剧之一斯黛西·麦基（Stacy McKee）称哈里斯是梅莉迪丝·格蕾一角的“前克里斯蒂娜·克里斯蒂娜”，而且她与梅莉迪丝一起分享了一段过去，这是克里斯蒂娜所不具备的。

## 反响

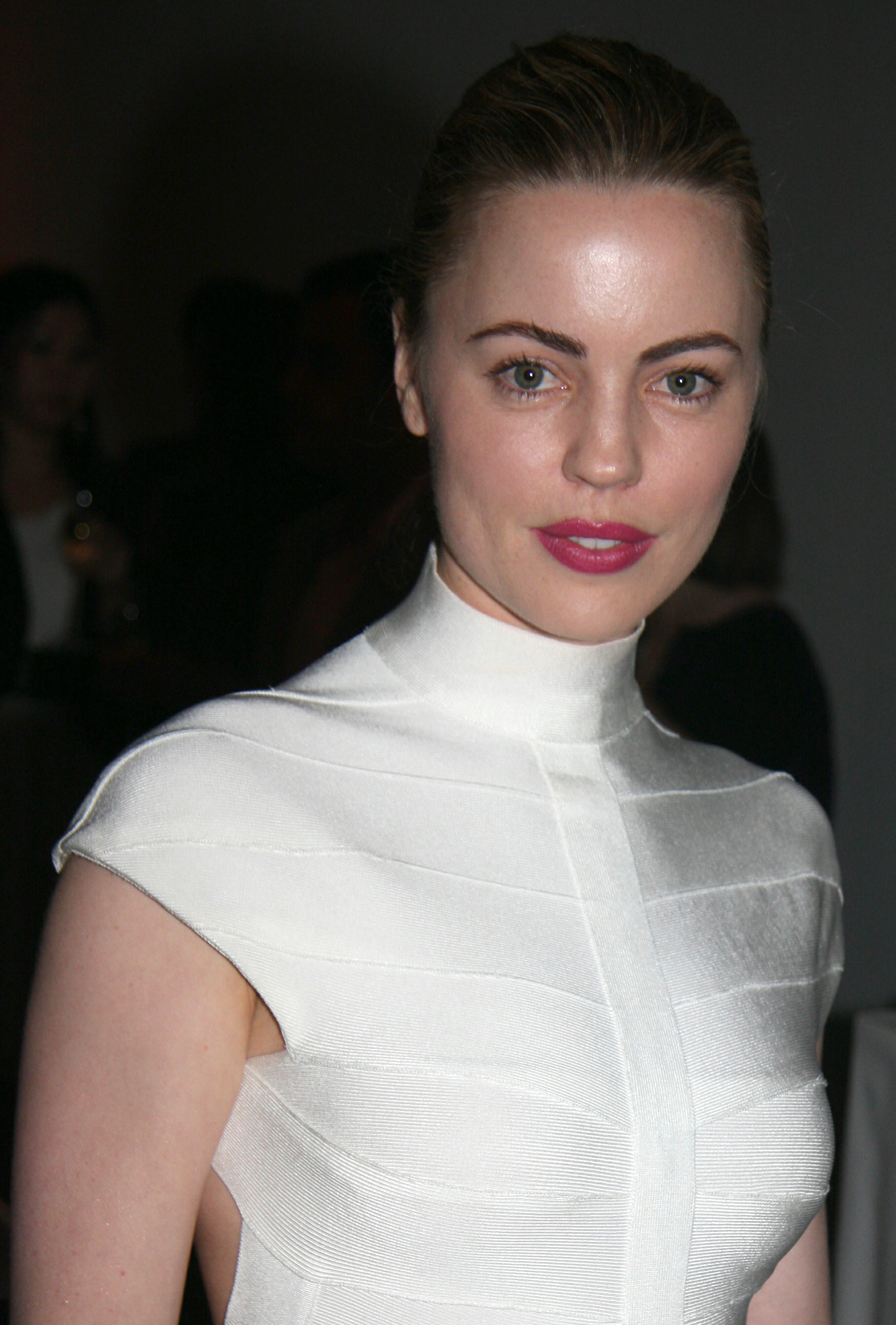
梅利莎·乔治的角色所获评价褒贬不一。

电视评论员对《实习医生格蕾》中莎蒂·哈里斯一角的表现褒贬不一。《洛杉矶时报》的乔恩·卡拉马尼卡（Jon Caramanica）对角色的发展持负面评价，称这是对乔治的一起“可悲的误用”。《世纪报》（The Age）的迈克尔·艾达托（Michael Idato）认为哈里斯和杨之间的故事情节“冷若冰霜”，批评其剧本内容的编写“纯粹就是个肥皂时尚剧”。
《太阳先驱报》（Herald Sun）的达伦·德夫林（Darren Devlyn）想知道制片人增加这个角色是不是为了“让节目摇摆起来”，并且觉得其双性恋的故事情节与哈恩的有些类似。对于这一角色的退出，的克里斯·德莱昂（Kris De Leon）指出，与同样中途退出了节目的艾赛亚·华盛顿（Isaiah Washington）、史密斯和奈特相比，哈里斯的退出情况已经是最好的了。
《每日电讯报》的艾琳·麦克沃特（Erin McWhirter）针对剧中的阑尾切除术情节称乔治的角色“不像话”。前《明星纪事报》（Star-Ledger）编辑阿兰·塞平沃尔（Alan Sepinwall）对角色也持负面看法，称他在看到哈里斯为了其他实习生有练习的机会而割伤自己时翻了个白眼，他讽刺地写倒：“哇！她是个不完整的人！她真性感！她为了其他的实习生而热切地脱掉上衣割伤自己！这可真性感！”《电视指南》的艾林·卢勒维奇（Erin Lulevitch）根据角色割伤自己的做法形容她是个“受虐狂”。
《雪梨晨鋒報》的斯科特·艾里斯喜欢这个角色，称她“耐人寻味”。《娱乐周刊》的詹妮弗·阿姆斯特朗（Jennifer Armstrong）喜欢哈里斯在《同情恶魔》（Sympathy for the Devil）中的表现，认为她为了避免让莱克西·格蕾感到尴尬而替后者承担起导致马克·斯隆（Mark Sloan）阴茎折断责任的表现很“温馨”。的黛比·张称哈里斯“有一些反叛”，而《纽约每日新闻》的劳伦·约翰斯顿（Lauren Johnston）则认为这个角色的个性有些“急躁”。